# Sabine Martschinke
Sabine Martschinke (* 15. Mai 1960 in Erlangen) ist eine deutsche Erziehungswissenschaftlerin.

## Leben
Von 1979 bis 1984 studierte sie auf Lehramt an Grundschulen an der Erziehungswissenschaftlichen Fakultät an der Friedrich-Alexander-Universität Erlangen-Nürnberg. 1984 legte sie die Erste Staatsprüfung ab. Von 1984 bis 1986 war sie Lehramtsanwärterin in Erlangen und absolvierte 1986 die Zweite Staatsprüfung. Von 1986 bis 1988 war sie Lehrerin in Erlangen, Grundschule Loschgeschule. Von 1986 bis 1988 war sie Betreuungslehrerin für Lehramtsanwärter in der Grundschule. Von 1988 bis 1991 war sie wissenschaftliche Mitarbeiterin am Institut für Grundschulforschung ebenda. Von 1991 bis 1997 war sie wissenschaftliche Assistentin am Institut für Grundschulforschung bei Wolfgang Einsiedler, Lehrstuhl für Grundschuldidaktik II, Friedrich-Alexander-Universität Erlangen-Nürnberg. Nach der Promotion 1997 Titel der Dissertation: Der Aufbau mentaler Modelle durch bildliche Darstellungen. Eine experimentelle Studie über die Bedeutung der Merkmalsdimension Elaboriertheit und Strukturiertheit im Sachunterricht der Grundschule (Betreuer: Wolfgang Einsiedler) war sie von 1997 bis 2003 Akademische Rätin am Lehrstuhl für Grundschulpädagogik und -didaktik I (Leitung: Holger Helbig), Friedrich-Alexander-Universität Erlangen-Nürnberg. Von 2001 bis 2003 war sie Frauenbeauftragte der Erziehungswissenschaftlichen Fakultät, Friedrich-Alexander-Universität Erlangen-Nürnberg. Von 2003 bis 2007 war sie Lehrstuhlinhaberin am Lehrstuhl für Grundschulpädagogik und -didaktik an der Universität Passau. Seit 2007 ist sie Lehrstuhlinhaberin am Lehrstuhl für Grundschulpädagogik und -didaktik mit dem Schwerpunkt Heterogenität, Friedrich-Alexander-Universität Erlangen-Nürnberg, welcher ein Konkordatslehrstuhl ist.

## Werke (Auswahl)
- mit Maria Forster: Leichter lesen und schreiben lernen mit der Hexe Susi. Das Nürnberger Trainingsverfahren zur phonologischen Bewusstheit. Donauwörth 2001, ISBN 3-403-03483-6.
- mit Eva-Maria Kirschhock und Angela Frank: Der Rundgang durch Hörhausen. Erhebungsverfahren zur phonologischen Bewusstheit. Donauwörth 2001, ISBN 3-403-03484-4.
- mit Gisela Kammermeyer, Monica King und Maria Forster: Anlaute hören, Reime finden, Silben klatschen. Erhebungsverfahren zur phonologischen Bewusstheit für Vorschulkinder und Schulanfänger. Donauwörth 2004, ISBN 3-403-04251-0.
- mit Angela Frank: Bertram Blaubauch sucht sein Lachen. Ein Projekt zur Förderung emotionaler, personaler und sozialer Kompetenzen von Kindern. Handreichung. Freiburg im Breisgau 2011, ISBN 978-3-941672-02-4.
- mit Angela Frank: Eine starke Reise mit der Klasse. „Starke Kinder“ in der Grundschule – ein Programm zur Persönlichkeitsförderung. Augsburg 2015, ISBN 3-403-07469-2.